# Sisyra jutlandica
Sisyra jutlandica is een insect uit de familie sponsvliegen (Sisyridae), die tot de orde netvleugeligen (Neuroptera) behoort. 
Sisyra jutlandica is voor het eerst wetenschappelijk beschreven door Esben-Petersen in 1915.